# Stemmer i rummet
|  | Denne artikel er oprettet af botten Steenthbot ud fra en ekstern database. Den kan derfor have sproglige fejl eller mangler. Denne skabelon kan fjernes efter kontrol af indholdet. |

Stemmer i rummet er en dansk dokumentarfilm fra 1974 instrueret af Werner Hedman efter eget manuskript.

## Handling
Radiokommunikation med skibe.